# Arenaria kansuensis
Arenaria kansuensis är en nejlikväxtart som beskrevs av Carl Maximowicz. Arenaria kansuensis ingår i släktet narvar, och familjen nejlikväxter. Inga underarter finns listade i Catalogue of Life.